# Mouilleron-le-Captif
Mouilleron-le-Captif – miejscowość i gmina we Francji, w regionie Kraj Loary, w departamencie Wandea.
Według danych na rok 1990 gminę zamieszkiwało 3 238 osób, a gęstość zaludnienia wynosiła 164 osób/km² (wśród 1504 gmin Kraju Loary Mouilleron-le-Captif plasuje się na 144. miejscu pod względem liczby ludności, natomiast pod względem powierzchni na miejscu 563.).